# Бенџамин Мкапа
Бенџамин Вилијам Мкапа (12. новембар 1938 — Дар ес Салам, 24. јул 2020) био је танзански политичар који је служио као председник Танзаније од 1995. до 2005. године.